# Thoma Abrami
Thoma Abrami, född 1869, död 1943, var en albansk poet, journalist och aktivist under det albanska nationella uppvaknandet Rilindja.
Thoma Abrami föddes i Korça i Albanien. Han utvandrade till Rumänien. Han medverkade i Drita, en albansk-rumänsk tidning. Han utgav sina ungdomsdikter i samma tidning. Han blev senare redaktör i tidskriften Albania. Under sitt levnad utgav han egna albanskspråkiga tidningar.
Thoma Abrami uppfann uttrycket "Shqipëria Shqiptarëve!" (översättning: Albanien albanernas!) som blev det officiella mottot för den albanska gerillan Balli Kombëtar. Thoma Abrami är också känd som en av ledamöterna i Monastirkongressen 1908.